# Hamad Ndikumana
Hamad Ndikumana (Kigali, 5 ottobre 1978 – Kigali, 15 novembre 2017) è stato un calciatore ruandese, di ruolo centrocampista.

## Carriera

### Club
Ha trascorso l'intera carriera tra Ruanda, Burundi, Belgio e Cipro.

### Nazionale
Con la Nazionale del suo paese ha preso parte alla Coppa d'Africa 2004.

## Palmarès

### Club

#### Competizioni nazionali
- Supercoppa del Belgio: 1

Anderlecht: 2001
- Campionato cipriota: 1

Anorthōsī: 2007-2008
- Coppa di Cipro:

Anorthōsī: 2006-2007
- Supercoppa di Cipro: 1

Anorthōsī: 2007